# Achy Jakey Heart: Part 2
«Achey Jakey Heart: Part 2» —«El corazón adolorido de Jake: parte 2» en España y América Latina— es el episodio número 10 de la temporada 2 de la serie de televisión estadounidense Hannah Montana. Fue transmitido por primera vez en Estados Unidos el 24 de junio de 2007.

## Protagonistas
- Miley Cyrus como Miley Stewart/Hannah Montana.
- Emily Osment como Lilly Truscott.
- Mitchel Musso como Oliver Oken.
- Jason Earles como Jackson Stewart.
- Billy Ray Cyrus como Robby Ray Stewart.
- Moisés Arias como Rico Suave.

## Personajes invitados
- Cody Linley como Jake Ryan.
- Shanica Knowles como Amber Addison.
- Anna María Pérez de Taglé como Asley Dewitt.
- Nicole Anderson como Marissa.
- Tiya Sircar como Natasha.
- Noah Cyrus como la niña con un helado.

## Curiosidades
- El nombre del episodio es una referencia a una canción de Billy Ray Cyrus llamada «Achey Breaky Heart».
- Es el primer episodio de la serie en tener continuidad directa con uno anterior.
- En el estreno de la nueva película de Jake, Miley traía un vestido de pato, casi igual como el que usó la cantante Björk.
- En este episodio sale la hermana pequeña de Miley, Noah.
- En este episodio se ve a Karla Bonet, al lado de Noah.

- Datos: Q12859987